# XXX (ラジオ番組)
XXX（クスクスクス）とは、1999年10月 - 2001年3月まで存在した、MBSラジオの深夜枠の番組群の総称。放送していた時間帯は、月曜 - 金曜の21:00 - 翌3:00。平日の「ヤンタン」の後釜として期待されていたが、パーソナリティーが在京タレントが中心だったためか聴取率が伸び悩みわずか1年半でこのブランドが消されることとなった。

## 番組の変遷
1999年10月 - 2000年3月
オレたちXXXやってま〜す
XXX//x
2000年4月
もうすぐオレたちXXXやってま〜す
オレたちXXXやってま〜す
XXX//x
オレたちXXXやってま〜すNEXT

## 後継番組
- S
- イマドキッ
- ゴチャ・まぜっ!